# Arielulus cuprosus
Arielulus cuprosus — вид ссавців родини лиликових. 

## Проживання, поведінка
Країни проживання: Малайзія. Мешкає на висотах близьких до рівня моря. Відомий лише з трьох зразків і не був зареєстрований з 1992 року. Місцем існування для цього виду є низовинний ліс з Dipterocarpaceae. 